# Duell der Brüder – Die Geschichte von Adidas und Puma
Duell der Brüder – Die Geschichte von Adidas und Puma ist ein deutscher Fernsehfilm von Oliver Dommenget, der am 25. März 2016 seine Premiere feierte.

## Handlung
Anfang der 1920er Jahre bauen die Brüder Adolf und Rudolf Dassler in Herzogenaurach gemeinsam eine eigene Schuhmanufaktur namens „Gebrüder Dassler Schuhfabrik“ auf. Die beiden ergänzen sich im Unternehmen perfekt: Adolf ist ein Visionär und Tüftler, Rudolf hingegen ist ein Verkaufstalent und übernimmt den kaufmännischen Teil. Während des Zweiten Weltkrieges wird ihnen die Genehmigung zur Produktion entzogen. Rudolf muss an die Front, sein Bruder Adi darf in Herzogenaurach bleiben, weil er als unverzichtbar eingestuft wurde. Als der Krieg vorbei ist, wollen sie wieder Schuhe herstellen, doch die Alliierten finden heraus, dass das Unternehmen während des Krieges Waffen für die Nationalsozialisten hergestellt hat. Erst als sie erfahren, dass die Firma adidas speziell für Jesse Owens Schuhe herstellte, mit denen er 1936 bei den Olympischen Spielen vier Goldmedaillen holte, lassen sie von ihrem Plan ab, die Fabrik zu zerstören.
Die Spannungen zwischen den Brüdern verstärken sich dennoch. Rudolf denkt, sein Bruder habe sich durch seine politischen Verbindungen vor dem Kriegsdienst drücken können und habe ihn nur zu gerne an die Front gehen sehen. Rudolf schwärzt ihn daraufhin bei den Alliierten an, indem er ihnen erzählt, Adi habe in der Fabrik während des Krieges Zwangsarbeiter beschäftigt. Das Vertrauensverhältnis der Brüder ist hierauf vollends beschädigt. Über Nacht entscheiden sich die Brüder daher, der Belegschaft der Firma mitzuteilen, dass sie den Betrieb in Zukunft in zwei voneinander getrennten Unternehmen fortführen wollen. Die meisten Mitarbeiter bleiben bei adidas, so auch der Großteil der Schuhmacher. Die Vertriebsabteilung folgt fast komplett seinem Bruder, der nun versucht, unter seinem Spitznamen Puma eine Konkurrenzfirma aufzubauen.
Während eines Fußballspiels kommt Adi Dassler auf die Idee, die Schuhe seines Hauses mit drei weißen Streifen zu versehen. In diesen Schuhen gewinnt die deutsche Nationalmannschaft schließlich 1954 das Finale der Fußballweltmeisterschaft, deren Ausrüstungsberater Adi ist. Nach dem Spiel entdeckt er im Umkleideraum des Berner Stadions eine Nachricht von seinem Bruder, in der dieser ihm gratuliert, alles richtig gemacht zu haben.

## Historischer Hintergrund
Adolf Dassler übernahm 1920 den Betrieb seines Vaters, der bis zu diesem Zeitpunkt auf die Produktion von Filzpantoffeln spezialisiert war. 1924 stieg auch sein Bruder Rudolf Dassler in das Unternehmen ein. Adolf Dassler war wie sein Bruder Rudolf ab Mai 1933 NSDAP-Mitglied. Adolf Dassler wurde zu Beginn des Zweiten Weltkrieges zur Wehrmacht eingezogen, konnte aber schon nach einem Jahr in sein Unternehmen zurückkehren. Rudolf Dassler musste an die Front und wurde ein Jahr nach Kriegsende aus der US-Gefangenschaft entlassen. Im weiteren Verlauf wurden Adolf Dassler und das Unternehmen Gegenstand der Untersuchungen im Rahmen des Entnazifizierungsverfahrens, weil in der Schuhfabrik die Panzerabwehrwaffe Panzerschreck hergestellt und französische Zwangsarbeiter eingesetzt wurden. Die Brüder zerstritten sich in dieser Zeit bis zu ihrem Tod. Adolf Dassler führte die Firma Adidas zum Erfolg, Rudolf Dassler das Unternehmen Puma.

## Produktion

### Stab und Besetzung
Im September 2015 wurde bekannt, dass RTL einen Film über die Dassler-Brüder plant, anfänglich unter dem Alternativtitel Die Turnschuhgiganten. Der Film wurde von Zeitsprung Pictures und G5 fiction produziert und von Oliver Dommenget nach einem Drehbuch von Christian Schnalke inszeniert. Die Fachberatung wurde von dem Dokumentarfilmer Stephan Lamby und dem Historiker Gregor Schöllgen der Universität Erlangen-Nürnberg übernommen. Die Hauptrollen des Brüderpaares Adi und Rudolf Dassler übernahmen Ken Duken und Torben Liebrecht.

### Dreharbeiten
Der Film wurde unter anderem an 21 Tagen im Frühjahr 2015 in Nordrhein-Westfalen gedreht. Hierbei wurde die Stadt Bad Münstereifel aufgrund der historischen Bausubstanz und der nahezu vollständig erhaltenen Stadtmauer als Herzogenaurach inszeniert. Der Drehort für die verschiedenen Dassler-Fabriken war eine ehemalige Fabrik in Wermelskirchen. Die Innenaufnahmen der Villa des Dassler-Ehepaares fanden in Wuppertal statt. In Jülich-Barmen entdeckten die Locationscouts einen naturbelassenen See und einen Kirchhof, welche die Produktion für verschiedene Außenaufnahmen des Films nutzte. Weitere Dreharbeiten erfolgten im Großraum Berlin-Brandenburg, so unter anderem an Originalschauplätzen wie dem Gelände des Berliner Olympiastadions und in der im Nordosten Brandenburgs gelegenen Gemeinde Gramzow im Landkreis Uckermark. Die Außenaufnahmen des gegen Ende des Films gezeigten Finales der Fußball-Weltmeisterschaft 1954 wurden in der Solinger Jahnkampfbahn nachgestellt.

### Finanzierung und Erfolg
Die Film- und Medienstiftung NRW unterstützte das Filmprojekt mit 1,5 Millionen Euro, weitere Mittel kamen vom Medienboard Berlin-Brandenburg.
Der Film wurde vor seiner Erstausstrahlung Mitarbeitern von Puma gezeigt, zudem erfolgte im Februar 2016 eine Pressevorführung. Bei der Fernsehpremiere am 25. März 2016 bei RTL hatte der Film bei einem Marktanteil von 14,9 % insgesamt 4,94 Millionen Zuschauer. Trotz der hohen Einschaltquoten hatte der Film aber im Vorfeld der Erstausstrahlung von der Presse auch viele negative Kritiken erhalten, wobei besonders die Frage im Vordergrund stand, ob der Film die Dassler-Geschichte verfälsche.

## Rezeption

### Kritiken
So meint Klaus Braeuer von Die Welt: Der Film bietet gute Schauspieler, eine tolle Ausstattung, flotte Musik, rasante Schnitte und eine etwas zu moderne Sprache […] Autor Schnalke und Regisseur Oliver Dommenget greifen durchaus einige wenige historische Wahrheiten auf, aber sie fügen umso ausführlicher allerhand fiktionale Freiheiten hinzu, die nicht allzuviel Platz für Tiefgang bieten.
Axel Wolfsgruber von Focus Online meint: Die wahre Geschichte der Dasslers ist komplex und zugleich sehr emotional. Das müsste langsam und mit viel Ruhe erzählt werden, damit sich die Psychologie der Akteure hinter ihren Handlungen offenbaren kann. Der offensichtliche Tempodruck des Streifens tut der Erzählung nicht gut. Der Film will viel, zu viel, und kann in diesem Zeitrahmen nicht alles leisten, was er sich vorgenommen hat.
Es gab allerdings auch positive Kritiken, so von Uwe Ritzer von der Süddeutschen Zeitung:  Der RTL-Film hält sich ganz an die Emotion: Ein Bruderzwist, von Regisseur Oliver Dommenget in gefühligen Bildern inszeniert, als spannender Film, bei dem aus Brüdern misstrauische Rivalen und schließlich verbitterte, sich verachtende Gegner werden. Die famosen Schauspieler Ken Duken und Torben Liebrecht verkörpern Adi und Rudi Dassler so, wie sie zweifellos waren: Als Egomanen.
Ein Kritiker von goldenekamera.de hebt ebenfalls die Leistung der beiden Hauptdarsteller hervor: Realistisch und wenig geschönt wird das undurchsichtige Verhalten der Dassler-Brüder während des Nationalsozialismus gezeigt. […] die Darsteller Torben Liebrecht und Ken Duken überzeugen.

### Auszeichnungen
Deutscher Fernsehpreis 2017
- Nominierung als Bester Fernsehfilm
- Nominierung als Bester Schauspieler (Ken Duken, auch für Tempel)
- Nominierung für das Beste Szenenbild (Julian Augustin und Pierre Pfundt[15])

New York City International Film Festival 2017
- Auszeichnung als Bester erzählender Spielfilm
- Auszeichnung als Bester Regisseur (Oliver Dommenget)
- Auszeichnung als Bester Hauptdarsteller (Torben Liebrecht)
- Auszeichnung als Beste Schauspielerin (Nadja Becker)
- Auszeichnung als Beste Kameraführung (Georgij Pestov)
- Auszeichnung als Bester Schnitt (Ingo Recker)
- Auszeichnung als Beste Musik (Frederik Wiedmann)
- Auszeichnung als Bestes Kostümdesign (Elisabeth Kraus)[16][17]